# Wilde Rosen
Wilde Rosen (Vilda rosor), op. 42, är en vals av Johann Strauss den yngre. Den spelades första gången den 22 augusti 1847 i Gasthaus Kwiatkowsky.

## Historia
Den 17 augusti 1848 informerade tidningen Der Wanderer sin läsare att Johann Strauss den yngre hade komponerat en vals med titeln Wilde Rosen, att den var tillägnad författaren Moritz Saphir och att han skulle framföra den vid en välgörenhetsfestival anordnad av Herr Kolb i Zur goldenen Birne. Av någon anledning ägde evenemanget aldrig rum. I stället framfördes valsen söndagen den 22 augusti 1847 i den "excellent möblerade storsalongen" i Wiens järnvägsstation Gloggnitzer (senare Wien Südbahnhof). Annonsen i Wiener Zeitung (20.08.1847) beskrev det hela som "en festival för att fira den österrikiska industrins snabba framfart inom järnvägen". J. Kwiatkofsky, festivalens organisatör och ägare till ett närbeläget kaffehus, utlovade en mekanisk rörlig tablå med "bländande ljusverk och skickligt utförd maskineri: Festtåg från Trieste via Wien till Hamburg". Tyvärr fick det mekaniska maskineriet ställas in på grund av för starka vindar och festivalen fick skjutas upp till söndagen därpå, den 29 augusti 1847 (se Fest-Marsch).
Trots att det ogynnsamma vädret påverkade utomhusljusen kunde den stora publiken i den närbelägna parken njuta av en konsert av Prins Gustav av Vasas Infanteriregemente Nr. 60 under ledning av kapellmästaren Joseph Resniczek, samt musik av Ungerska musiksällskapet under ledning av Kovácz Joszi. Inuti järnvägsstationen Gloggnitzer hade problemen med ljuseffekterna lett till förseningar i schemat. När Strauss slutligen steg upp på podiet ca kl. 22.30 möttes han av stora ovationer. Han framförde en rad nya stycken däribland valsen Wilde Rosen. 
Klaverutdraget av valsen publicerades den 13 december 1847 med den tidigare kända tillägnan till Moritz Saphir, som från 1837 hade varit redaktör för satirtidningen Der Humorist. Strauss titelval kom från en serie av kärleksdikter som Saphir hade givit ut 1834 med titeln "Wilde Rosen an Herta" (Vilda rosor till Herta). Strauss hade andra skäl att känna tacksamhet emot Spahir; vid flera tillfällen när fadern Johann Strauss den äldre och sonen hade bråkat hade Der Humorist öppet stöttat Strauss d.y. Saphir tog tacksamt emot dedikationen. Sex år senare skulle Strauss tillägna en annan vals till Saphir (se Wiener Punch-Lieder).
Förläggaren H.F. Müller verkar inte ha publicerat något orkestermaterial av valsen (trots en senare annons om att "korrekta kopior" var till salu). Professor Ludwig Babinski påbörjade instrumentera valsen utifrån klaverutdraget för inspelningen på Naxos. Tyvärr avled han innan han var klar och instrumenteringen slutfördes av Arthur Kulling.

## Om valsen
Speltiden är ca 8 minuter och 26 sekunder plus minus några sekunder beroende på dirigentens musikaliska tolkning.

## Weblänkar
- Dynastin Strauss 1847 med kommentarer om Wilde Rosen.
- Wilde Rosen i Naxos-utgåvan.